# Trowse Newton
Trowse Newton är en ort i Storbritannien.   Den ligger i grevskapet Norfolk och riksdelen England, i den sydöstra delen av landet, 160 km nordost om huvudstaden London. Trowse Newton ligger 6 meter över havet och antalet invånare är 479.
Terrängen runt Trowse Newton är huvudsakligen platt. Trowse Newton ligger nere i en dal. Runt Trowse Newton är det ganska tätbefolkat, med 124 invånare per kvadratkilometer. Närmaste större samhälle är Norwich, 2,2 km nordväst om Trowse Newton. Trakten runt Trowse Newton består till största delen av jordbruksmark.